# Fulton Street (metropolitana di New York)
Fulton Street è una stazione della metropolitana di New York. È costituita da quattro diverse stazioni situate sulle linee IND Eighth Avenue, IRT Broadway-Seventh Avenue, IRT Lexington Avenue e BMT Nassau Street, che vennero collegate tra di loro nel 1948, dopo l'unificazione delle tre reti metropolitane indipendenti della città.
Il complesso, recentemente sottoposto ad importanti lavori di ristrutturazione nell'ambito del progetto Fulton Center, è al 2015, con i suoi 21 671 684 passeggeri, la dodicesima stazione più trafficata della rete.

## Storia
La stazione situata sulla linea IRT Lexington Avenue venne aperta il 16 gennaio 1905, come capolinea provvisorio del prolungamento proveniente da Brooklyn Bridge-City Hall. Rimase capolinea della linea fino al 12 giugno dello stesso anno, quando la linea fu nuovamente estesa verso sud fino a Wall Street.
Il 1º agosto 1918 venne aperta la stazione situata sulla linea IRT Broadway-Seventh Avenue, o più precisamente sulla diramazione Brooklyn Branch. Il 30 maggio 1931, fu quindi aperta la stazione sulla linea BMT Nassau Street e due anni dopo, il 1º febbraio 1933, quella sulla linea IND Eighth Avenue. Le quattro stazioni furono infine collegate nel 1948.
Nel 2010, il nome della stazione situata sulla linea IND Eighth Avenue è stato modificato dall'originale Broadway-Nassau Street all'attuale Fulton Street per unificarlo a quello delle altre tre stazioni. A partire da metà anni 2000, la stazione è stata al centro di un ampio progetto della MTA del costo di 1,4 miliardi di dollari, denominato Fulton Center. Il progetto, che aveva lo scopo di migliorare l'accesso e i collegamenti con la stazione della PATH e con le stazioni della metropolitana adiacenti di Chambers Street e Cortlandt Street, è stato completato il 10 novembre 2014.

## Movimento
La stazione è servita dai treni di otto linee della metropolitana di New York:
- Linea 2 Seventh Avenue Express, sempre attiva;[12]
- Linea 3 Seventh Avenue Express, sempre attiva tranne di notte;[13]
- Linea 4 Lexington Avenue Express, sempre attiva;[14]
- Linea 5 Lexington Avenue Express, sempre attiva tranne di notte;[15]
- Linea A Eighth Avenue Express, sempre attiva;[16]
- Linea C Eighth Avenue Local, sempre attiva tranne di notte;[17]
- Linea J Nassau Street Local, sempre attiva;[18]
- Linea Z Nassau Street Express, attiva solo nelle ore di punta.[19]

## Interscambi
La stazione è servita da diverse autolinee gestite da NYCT Bus ed è inoltre collegata mediante il Dey Street Passageway alla stazione World Trade Center della metropolitana interregionale PATH e alla stazione di Cortlandt Street, servita dalle linee N, R e W della metropolitana di New York.
- Fermata metropolitana
- Fermata autobus